# Babanka, Ucraina
Babanka (în ucraineană Бабанка) este așezarea de tip urban de reședință a raionului Babanka din regiunea Cerkasî, Ucraina. În afara localității principale, nu cuprinde și alte sate.

## Demografie
Componența lingvistică a așezării de tip urban Babanka
     Ucraineană (98,54%)
     Rusă (1,22%)
Conform recensământului din 2001, majoritatea populației așezării de tip urban Babanka era vorbitoare de ucraineană (98,54%), existând în minoritate și vorbitori de rusă (1,22%).

## Legături externe
- pl Babanka, duża wś, pow. humański, nad rz. Babanką, o 9 wiorst od Humania în Dicționarul geografic al Regatului Poloniei și al altor țări slave, volum I (Aa — Dereneczna) anul 1880

- pl Babanka albo Holewa în Dicționarul geografic al Regatului Poloniei și al altor țări slave, volum XV, p. 1 (Abablewo — Januszowo) 1900